# Bésame Mucho
Bésame Mucho, Kyss mig mycket på svenska, är en mexikansk sång skriven 1940 av Consuelo Velázquez inför hennes sextonårsdag. Velázquez ska ha hämtat inspiration till sången från en aria ur operan Goyescas av Enrique Granados.
Sången spelades först in av sångaren och skådespelaren Emilio Tuero, men troligen är João Gilbertos eller möjligen Lucho Gaticas version mest känd. Den förekom också tidigt i popgruppen The Beatles karriär och framfördes ofta av dem innan de fått skivkontrakt. En demoinspelning från 1962 av låten fanns med på deras album Anthology 1 och spelades i filmen Let It Be, men man har inte givit ut en studioinspelning av låten.
Över hundra artister har spelat in covers av låten.